# Contentieux gréco-turc en mer Égée
Le contentieux gréco-turc en mer Égée ou conflit de l’Égée fait référence à un ensemble de points de désaccord entre la Grèce et la Turquie, toutes deux membres de l'OTAN, à propos de leurs souverainetés respectives sur la zone de la mer Égée, au niveau de leur frontière commune. Ces problèmes ont joué un grand rôle dans l'évolution des relations entre les deux pays depuis les années 1970. Par deux fois depuis cette période, la tension a abouti à des crises proches de l'affrontement militaire, en 1987 et en 1996.

## Désaccords

Conflits des ZEE en mer méditerranée. En bleu : zone revendiquée par la Grèce et Chypre; en rouge : zone revendiquée par la Turquie.

Les désaccords portent sur divers points :
- la délimitation des eaux territoriales ;
- la délimitation des espaces aériens nationaux ;
- la délimitation des zones économiques exclusives et l'utilisation du plateau continental ;
- la délimitation des régions d'information de vol et la régulation des vols militaires en découlant ;
- la revendication par la Turquie d'un statut de zone démilitarisée pour les îles grecques les plus proches de ses côtes ;
- la revendication par la Turquie de « zones grises » où elle conteste la légitimité de la souveraineté grecque sur plusieurs îlots, principalement les deux îlots d'Ímia près de Kalólimnos (la Turquie les revendique depuis 1985).

## Zones d'influence aérienne et maritime

### Les eaux territoriales
Les deux pays revendiquent actuellement une zone de 6 milles autour des côtes. Conformément aux dispositions de la Convention des Nations unies sur le droit de la mer, ils pourraient porter à 12 milles cette zone, mais la Turquie considère que cela aboutirait à une répartition inéquitable de la souveraineté sur la région, et que si la Grèce en prenait l'initiative, cela constituerait un casus belli.

Zone des 6 milles, en vigueur actuellement
Eaux territoriales en cas d'extension aux 12 milles

### L'espace aérien
L'espace aérien couvre habituellement les zones terrestres et les eaux nationales. Pratiquement, la position géographique des îles de la Grèce aboutit à la coalescence de cet espace jusqu'à parfois 10 milles des côtes, ce qui est contesté par la Turquie, et conduit à des incidents aériens réguliers entre l'aviation turque, survolant ce qu'elle considère comme un espace international, et l'aviation grecque, qui considère ces survols comme une violation de son espace aérien. Ainsi le 8 octobre 1996, un Mirage 2000EG grec abat un F-16D turc qui « se livrait à des manœuvres agressives dans l'espace aérien grec » ; un pilote turc est tué, le copilote a pu s'éjecter.